# Aleksandr Gavrilov
Pour les articles homonymes, voir Gavrilov.
Aleksandr Yevgenyevich Gavrilov  (en russe : Александр Евгеньевич Гаврилов), est un patineur artistique russe ayant patiné dans les années 1960 sous les couleurs de l'Union soviétique, né le 5 décembre 1943 à Novossibirsk.

## Biographie

### Carrière sportive
Aleksandr Gavrilov patine de 1960 à 1964 avec Tatiana Zhuk, avec lequel il remporte une médaille de bronze aux championnats du monde de 1963, deux médailles de bronze aux championnats d'Europe et un titre de champion d'Union soviétique en 1960. Le duo se classe deuxième aux Jeux olympiques de Jeux de 1964 à Innsbruck. Il change ensuite de partenaire et, avec Tamara Moskvina, est sacrée champion d'URSS en 1965.

## Palmarès
Avec deux partenaires: 
- Tatiana Zhuk (5 saisons : 1959-1964)
- Tamara Moskvina (1 saison : 1964-1965)

| Compétitions                    | 1960 | 1961 | 1962 | 1963 | 1964 |  | 1965 |  |  |  |  |  |  |  |  |  |  |  |  |  |  |
| Jeux olympiques d'hiver         |      |      |      |      | 5e   |  |      |  |  |  |  |  |  |  |  |  |  |  |  |  |  |
| Championnats du monde           |      |      |      | 3e   | 6e   |  |      |  |  |  |  |  |  |  |  |  |  |  |  |  |  |
| Championnats d'Europe           | 10e  |      |      | 3e   | 3e   |  |      |  |  |  |  |  |  |  |  |  |  |  |  |  |  |
| Championnats d'Union soviétique | 1re  | 3e   | 2e   | 2e   |      |  | 1er  |  |  |  |  |  |  |  |  |  |  |  |  |  |  |
|                                 |      |      |      |      |      |  |      |  |  |  |  |  |  |  |  |  |  |  |  |  |  |